# Platychelus squamosus
Platychelus squamosus är en skalbaggsart som beskrevs av Hermann Burmeister 1844. Platychelus squamosus ingår i släktet Platychelus och familjen Melolonthidae. Inga underarter finns listade i Catalogue of Life.